# Stirlingshire
Le comté de Stirling ou Stirlingshire est un comté historique d'Écosse dont le siège était Stirling. Ce comté comprenait, jusqu'en 1889, deux exclaves, un dans le Perthshire et l'autre dans le Clackmannanshire. Le comté a été aboli en 1975 pour former, avec d'autres comtés, la région Central. Depuis 1996 et l'abandon des régions, le territoire du comté est partagé entre quatre council areas, ceux de Stirling, d'East Dunbartonshire, de Falkirk et de North Lanarkshire.